# Банний
Ба́нний (рос. Банный) — селище у складі Сургутського району Ханти-Мансійського автономного округу Тюменської області, Росія. Знаходиться на міжселенній території.
Населення — 25 осіб (2010, 55 у 2002).
Національний склад станом на 2002 рік: росіяни — 78 %.